# Regeringen Cameron I

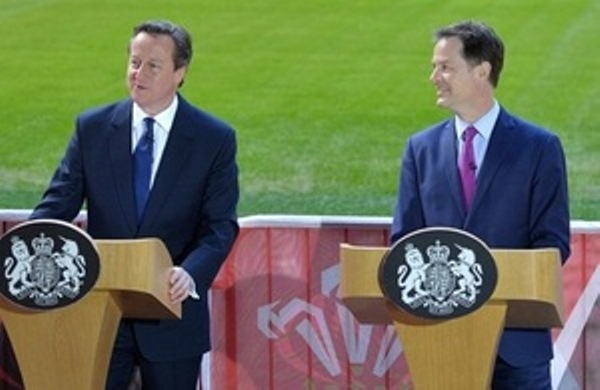
David Cameron och Nick Clegg, 2015.

Regeringen Cameron var Storbritanniens regering från den 11 maj 2010 till och med den 8 maj 2015. Den var en koalitionsregering med representanter från Konservativa partiet och Liberaldemokraterna och leddes av premiärminister David Cameron. Regeringen var den första brittiska sedan 1945 som bestod av mer än ett parti.  Liberaldemokraternas ledare Nick Clegg var biträdande premiärminister och Kronrådets ordförande (Lord President of the Council), med speciellt ansvar för politiska och konstitutionella reformer.  
Nedanstående lista upptar de ministrar i Storbritanniens regering som ingår i kabinettet, det vill säga regeringens innersta kärna. Utöver kabinettsmedlemmarna består regeringen av ett flertal underministrar.
Regeringen efterträddes av Regeringen Cameron II som tillträdde den 8 maj 2015 efter parlamentsvalet 2015 där Konservativa partiet säkrat en egen majoritet och därmed bildat en ny regering utan Liberaldemokraterna.

## Ministrar
Fullvärdiga medlemmar av kabinettet:
| Titel                                                            | Namn | Namn                                    | Tillträdde       | Avgick           | Parti               |
| ---------------------------------------------------------------- | ---- | --------------------------------------- | ---------------- | ---------------- | ------------------- |
| Premiärminister Förste skattkammarlord Civilförvaltningsminister |      | David Cameron                           | 11 maj 2010      | 8 maj 2015       | Konservativa        |
| Biträdande premiärminister Kronrådets ordförande                 |      | Nick Clegg                              | 11 maj 2010      | 8 maj 2015       | Liberaldemokraterna |
| Ledare för underhuset First Secretary of state                   |      | William Hague                           | 14 juli 2014     | 8 maj 2015       | Konservativa        |
| Utrikesminister First Secretary of State                         |      | William Hague                           | 11 maj 2010      | 14 juli 2014     | Konservativa        |
| Utrikesminister                                                  |      | Philip Hammond                          | 15 juli 2014     | 8 maj 2015       | Konservativa        |
| Finansminister                                                   |      | George Osborne                          | 11 maj 2010      | 8 maj 2015       | Konservativa        |
| Biträdande finansminister                                        |      | David Laws                              | 11 maj 2010      | 29 maj 2010      | Liberaldemokraterna |
| Biträdande finansminister                                        |      | Danny Alexander                         | 29 maj 2010      | 8 maj 2015       | Liberaldemokraterna |
| Inrikesminister                                                  |      | Theresa May                             | 11 maj 2010      | 8 maj 2015       | Konservativa        |
| Försvarsminister                                                 |      | Liam Fox                                | 11 maj 2010      | 14 oktober 2011  | Konservativa        |
| Försvarsminister                                                 |      | Philip Hammond                          | 14 oktober 2011  | 15 juli 2014     | Konservativa        |
| Försvarsminister                                                 |      | Michael Fallon                          | 15 juli 2014     | 8 maj 2015       | Konservativa        |
| Näringsminister                                                  |      | Vince Cable                             | 11 maj 2010      | 8 maj 2015       | Liberaldemokraterna |
| Arbetsmarknads- och pensionsminister                             |      | Iain Duncan Smith                       | 11 maj 2010      | 8 maj 2015       | Konservativa        |
| Justitieminister Lordkansler                                     |      | Kenneth Clarke                          | 11 maj 2010      | 4 september 2012 | Konservativa        |
| Justitieminister Lordkansler                                     |      | Chris Grayling                          | 4 september 2012 | 8 maj 2015       | Konservativa        |
| Utbildningsminister                                              |      | Michael Gove                            | 11 maj 2010      | 15 juli 2014     | Konservativa        |
| Utbildningsminister Kvinno- och jämställdhetsminister            |      | Nicky Morgan                            | 15 juli 2014     | 8 maj 2015       | Konservativa        |
| Kommunminister                                                   |      | Eric Pickles                            | 11 maj 2010      | 8 maj 2015       | Konservativa        |
| Minister för trossamfund                                         |      | Eric Pickles                            | 6 augusti 2014   | 8 maj 2015       | Konservativa        |
| Hälsominister                                                    |      | Andrew Lansley                          | 11 maj 2010      | 4 september 2012 | Konservativa        |
| Hälsominister                                                    |      | Jeremy Hunt                             | 4 september 2012 | 8 maj 2015       | Konservativa        |
| Kansler för hertigdömet Lancaster Ledare för överhuset           |      | Thomas Galbraith, 2:e baron Strathclyde | 11 maj 2010      | 7 januari 2013   | Konservativa        |
| Kansler för hertigdömet Lancaster Ledare för överhuset           |      | Jonathan Hill, baron Hill of Oareford   | 7 januari 2013   | 15 juli 2014     | Konservativa        |
| Miljö-, livsmedels- och landsbygdsminister                       |      | Caroline Spelman                        | 11 maj 2010      | 4 september 2012 | Konservativa        |
| Miljö-, livsmedels- och landsbygdsminister                       |      | Owen Paterson                           | 4 september 2012 | 14 juli 2014     | Konservativa        |
| Miljö-, livsmedels- och landsbygdsminister                       |      | Elizabeth Truss                         | 15 juli 2014     | 8 maj 2015       | Konservativa        |
| Biståndsminister                                                 |      | Andrew Mitchell                         | 11 maj 2010      | 4 september 2012 | Konservativa        |
| Biståndsminister                                                 |      | Justine Greening                        | 4 september 2012 | 8 maj 2015       | Konservativa        |
| Minister för Skottland                                           |      | Danny Alexander                         | 11 maj 2010      | 29 maj 2010      | Liberaldemokraterna |
| Minister för Skottland                                           |      | Michael Moore                           | 29 maj 2010      | 7 oktober 2013   | Liberaldemokraterna |
| Minister för Skottland                                           |      | Alistair Carmichael                     | 7 oktober 2013   | 8 maj 2015       | Liberaldemokraterna |
| Energi- och klimatförändringsminister                            |      | Chris Huhne                             | 11 maj 2010      | 3 februari 2012  | Liberaldemokraterna |
| Energi- och klimatförändringsminister                            |      | Edward Davey                            | 3 februari 2012  | 8 maj 2015       | Liberaldemokraterna |
| Transportminister                                                |      | Philip Hammond                          | 11 maj 2010      | 14 oktober 2011  | Konservativa        |
| Transportminister                                                |      | Justine Greening                        | 14 oktober 2011  | 4 september 2012 | Konservativa        |
| Transportminister                                                |      | Patrick McLoughlin                      | 4 september 2012 | 8 maj 2015       | Konservativa        |
| Kultur- och idrottsminister                                      |      | Jeremy Hunt                             | 11 maj 2010      | 4 september 2012 | Konservativa        |
| Kultur- och idrottsminister                                      |      | Maria Miller                            | 4 september 2012 | 9 april 2014     | Konservativa        |
| Kultur- och idrottsminister                                      |      | Sajid Javid                             | 9 april 2014     | 8 maj 2015       | Konservativa        |
| Minister för Nordirland                                          |      | Owen Paterson                           | 11 maj 2010      | 4 september 2012 | Konservativa        |
| Minister för Nordirland                                          |      | Theresa Villiers                        | 4 september 2012 | 8 maj 2015       | Konservativa        |
| Minister för Wales                                               |      | Cheryl Gillan                           | 11 maj 2010      | 4 september 2012 | Konservativa        |
| Minister för Wales                                               |      | David Jones                             | 4 september 2012 | 14 juli 2014     | Konservativa        |
| Minister för Wales                                               |      | Stephen Crabb                           | 15 juli 2014     | 8 maj 2015       | Konservativa        |

Nedanstående ministrar närvarar vid kabinettets sammanträden men anses inte vara fullvärdiga medlemmar.
| Titel                                                                                    | Namn | Namn                                        | Tillträdde       | Avgick                      | Parti               |
| ---------------------------------------------------------------------------------------- | ---- | ------------------------------------------- | ---------------- | --------------------------- | ------------------- |
| Minister utan portfölj                                                                   |      | Kenneth Clarke                              | 4 september 2012 | 14 juli 2014                | Konservativa        |
| Lordsigillbevarare Ledare för överhuset                                                  |      | Tina Stowell, baronessan Stowell of Beeston | 15 juli 2014     | 8 maj 2015                  | Konservativa        |
| Lordsigillbevarare Ledare för underhuset                                                 |      | George Young                                | 11 maj 2010      | 4 september 2012            | Konservativa        |
| Lordsigillbevarare Ledare för underhuset                                                 |      | Andrew Lansley                              | 4 september 2012 | 14 juli 2014                | Konservativa        |
| Parliamentarisk sekreterare till finansdepartementet Chefsinpiskare                      |      | Patrick McLoughlin                          | 11 maj 2010      | 4 september 2012            | Konservativa        |
| Parliamentarisk sekreterare till finansdepartementet Chefsinpiskare                      |      | Andrew Mitchell                             | 4 september 2012 | 19 oktober 2012             | Konservativa        |
| Parliamentarisk sekreterare till finansdepartementet Chefsinpiskare                      |      | George Young                                | 19 oktober 2012  | 14 juli 2014                | Konservativa        |
| Parliamentarisk sekreterare till finansdepartementet Chefsinpiskare                      |      | Michael Gove                                | 14 juli 2014     | 8 maj 2015                  | Konservativa        |
| Minister i Cabinet Office Paymaster General                                              |      | Francis Maude                               | 11 maj 2010      | 8 maj 2015                  | Konservativa        |
| Minister i Cabinet Office                                                                |      | Oliver Letwin                               | 11 maj 2010      | 8 maj 2015                  | Konservativa        |
| Kansler för hertigdömet Lancaster                                                        |      | Oliver Letwin                               | 15 juli 2014     | 8 maj 2015                  | Konservativa        |
| Minister i Cabinet Office Skolminister (utbildningsministeriet)                          |      | David Laws                                  | 4 september 2012 | 8 maj 2015                  | Liberaldemokraterna |
| Minister i utrikesministeriet Minister för trossamfund (samhälls- och kommunministeriet) |      | Sayeeda Warsi, baronessan Warsi             | 4 september 2012 | 5 augusti 2014              | Konservativa        |
| Minister i utrikesministeriet                                                            |      | Joyce Anelay, baronessan Anelay of St Johns | 6 augusti 2014   | 8 maj 2015                  | Konservativa        |
| Universitets- och forskningsminister                                                     |      | David Willetts                              | 11 maj 2010      | 15 juli 2014                | Konservativa        |
| Universitets- och forskningsminister                                                     |      | Greg Clark                                  | 15 juli 2014     | 8 maj 2015                  | Konservativa        |
| Minister i finansministeriet                                                             |      | Sajid Javid                                 | 7 oktober 2013   | 9 april 2014                | Konservativa        |
| Minister i finansministeriet                                                             |      | Nicky Morgan                                | 9 april 2014     | 15 juli 2014                | Konservativa        |
| Minister i finansministeriet                                                             |      | David Gauke                                 | 15 juli 2014     | innehar fortfarande ämbetet | Konservativa        |
| Minister utan portfölj Partiordförande                                                   |      | Sayeeda Warsi, baronessan Warsi             | 11 maj 2010      | 4 september 2012            | Konservativa        |
| Minister utan portfölj Partiordförande                                                   |      | Grant Shapps                                | 4 september 2012 | 8 maj 2015                  | Konservativa        |
| Attorney general för England och Wales                                                   |      | Dominic Grieve                              | 11 maj 2010      | innehar fortfarande ämbetet | Konservativa        |
| Minister för storstäder och grundlagsfrågor                                              |      | Greg Clark                                  | 7 oktober 2013   | 8 maj 2015                  | Konservativa        |
| Biträdande arbetsmarknadsminister Biträdande energiminister Minister för Portsmouth      |      | Matthew Hancock                             | 15 juli 2014     | 8 maj 2015                  | Konservativa        |
| Biträdande arbetsmarknadsminister                                                        |      | Esther McVey                                | 7 oktober 2013   | 8 maj 2015                  | Konservativa        |

## Fotnoter
1. ↑  ”David Cameron ny premiärminister - Nyheter (Ekot)”. sverigesradio.se. https://sverigesradio.se/artikel/3691737.
2. ↑  Kvinno- och jämställdhetsminister 2010–2012
3. ↑  Kvinno- och jämställdhetsminister 2012–2014
4. ↑  Jämställdhetsminister april–juli 2014
5. ↑  Kvinnominister april–juli 2014
6. ↑  Fullvärdig medlem av kabinettet t.o.m. 4 september 2012.